# Шегата
 Тази статия е за романа на Милан Кундера.  За филма на Яромил Иреш вижте Шегата (филм).  
„Шегата“ (на чешки: Žert) е първият роман на чешкия писател Милан Кундера, издаден през 1967 година.
В центъра на сюжета е младеж, който в резултат на злополучна шега изпада в немилост пред комунистическия режим, а когато години по-късно прави опит да отмъсти на свой съперник събитията отново не довеждат до очаквания резултат. Романът придобива международна известност, но с критичното си съдържание допринася за последвалото изгнание на Кундера от Чехословакия.
„Шегата“ е издаден на български през 2001 година в превод на Васил Самоковлиев.